# Nicolas de Mercœur
Nicolas de Mercœur, dit Nicolas de Lorraine, né à Bar-le-Duc en 1524 et mort le 23 janvier 1577 est un gentilhomme et prélat français.
Il fut d’abord évêque de Metz de 1543 à 1548 et de Verdun de 1544 à 1547, puis comte de Vaudémont de 1548 à 1577, seigneur de Mercœur de 1563 à 1569, puis duc de Mercœur de 1569 à 1577, marquis de Nomeny, mais surtout régent des duchés de Lorraine et de Bar pendant la minorité de son neveu Charles III de 1552 à 1559.
Il est également le père de la reine Louise de Lorraine-Vaudémont, épouse du roi de France Henri III.

## Biographie
Nicolas de Mercœur est le fils d’Antoine le Bon, duc de Lorraine et de Bar, et de Renée de Bourbon-Montpensier. Prince cadet d'une Maison souveraine respectée, il est censé suivre les traces et la carrière ecclésiastique de son oncle le cardinal Jean III de Lorraine et reçoit très jeune l'évêché de Metz et l'évêché de Verdun. À la mort de son frère aîné, le duc François Ier en juin 1545, le jeune prélat assuma la régence au nom de son neveu Charles III conjointement avec sa belle-sœur, la duchesse douairière Christine de Danemark, mais les États de Lorraine décidèrent en novembre 1545 de laisser Christine seule régente. Nièce de l'empereur Charles Quint, la jeune douairière adopta évidemment une politique favorable à l’Empire, ce à quoi s’opposait Nicolas. Nicolas renonça à ses évêchés en 1548, se fit relever de ses vœux et prit le titre de comte de Vaudémont. L’année suivante, il se maria.
La guerre reprit entre l’Empire de Charles Quint et la France de Henri II alliée aux princes protestants de l’Empire (Ligue de Smalkalde) en 1550. Au printemps 1552, le roi de France en profita pour imposer sa « protection » aux principautés épiscopales enclavées dans les territoires ducaux sous le prétexte, incongru pour l’époque, que leurs habitants étaient de langue romane (les futurs Trois-Évêchés). Nonobstant, il mena ses troupes jusqu’à Strasbourg, ville germanophone, mais en vain.
Le 15 avril 1552, de passage à Nancy, il destitue arbitrairement la régente, nomme le francophile Nicolas de Mercœur à sa place et, d’autorité, emmène le jeune duc Charles III, âgé de neuf ans, terminer son éducation à Paris afin de le soustraire à l’influence de la duchesse douairière. Mercœur exercera la régence jusqu’au retour de son neveu et duc légitime, uni à une épouse française, en 1559.
Veuf en 1554, il épousa l’année suivante au château de Fontainebleau Jeanne de Savoie-Nemours, une cousine du roi de France qui se révélera une belle-mère pleine d'attention pour la princesse Louise.
Il se retira ensuite de la vie publique et collectionna les tableaux, les livres et les armes de prix mais bientôt, ayant perdu sa seconde épouse, il se remaria en 1569 à une cousine de la branche française des Lorraine-Guise, Catherine de Lorraine-Aumale qui avait dix-neuf ans et, peut-être par réaction, se conduira en marâtre envers sa belle-fille de deux ans sa cadette.
En 1575, il fit encore — et sans l’avoir cherché — parler de lui : sa fille aînée Louise épousa le roi Henri III de France.
Nicolas de Mercœur meurt dans son château de Nomeny le 23 janvier 1577.

## Mariages et enfants
Il avait épousé en premières noces à Bruxelles le 1er mai 1549 Marguerite d'Egmont, issue de la maison d’Egmont (1517-1554), sœur de Lamoral, comte d'Egmont, et avait eu :
- Marguerite (1550, morte jeune) ;
- Catherine (1551, morte jeune) ;
- Henri (1552, mort jeune), comte de Chaligny ;
- Louise (1553-1601), mariée à Reims le 15 février 1575 avec Henri III (1551-1589), roi de France.

Il se remarie en secondes noces à Fontainebleau le 24 février 1555 avec Jeanne de Savoie (1532-1568), fille de Philippe de Savoie, duc de Nemours et de Charlotte d'Orléans-Longueville (d), et eut :
- Philippe-Emmanuel (1558-1602), duc de Mercœur et de Penthièvre, épouse Marie de Luxembourg, vicomtesse de Martigues, d’où postérité ;
- Charles (1561-1587), cardinal, évêque de Toul et de Verdun ;
- Jean (1563, mort jeune) ;
- Marguerite (1564-1625), épouse (1581) Anne (1561-1587), duc de Joyeuse ; puis (1599) François de Luxembourg (mort en 1613), duc de Piney ;
- Claude (1566, mort jeune) ;
- François (1567, mort en 1596).

Il se remarie en troisièmes noces le 15 mai 1569 avec Catherine de Lorraine-Aumale (1550-1606), fille de Claude II de Lorraine, duc d’Aumale, et de Louise de Brézé et eut :
- Antoine (1572-1587) ;
- Henri (1570-1600), comte de Chaligny ;
- Christine (1571, morte jeune) ;
- Louise (1575, morte jeune) ;
- Éric (1576-1623), évêque de Verdun (1595-1611).

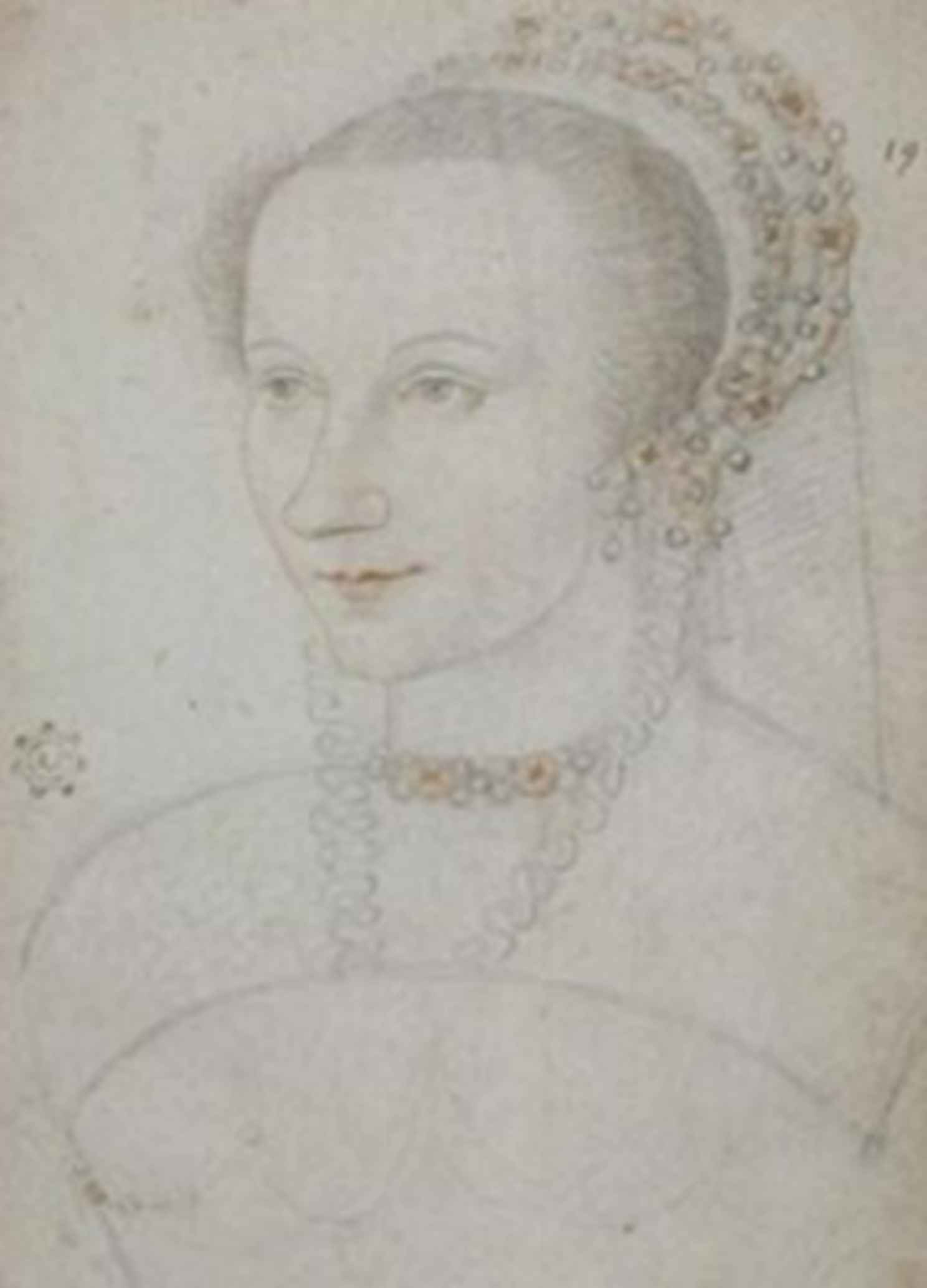
François Clouet, Marguerite d'Egmont, comtesse de Vaudémont  (1549-1554).
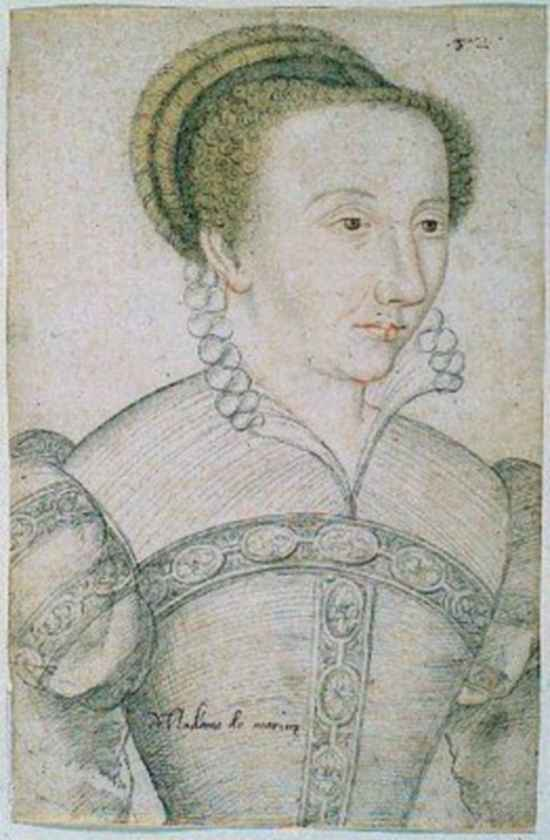
François Clouet, Jeanne de Savoie-Nemours, comtesse de Vaudémont (1555-1568).